# The Laughing Gnome
The Laughing Gnome è una novelty song scritta dall'artista inglese David Bowie e pubblicata su 45 giri il 14 aprile 1967 con scarso successo di vendite.
Con la riedizione del 1973, sull'onda del grande successo di Bowie negli ultimi due anni, riuscì ad entrare in classifica nel Regno Unito, dove raggiunse la sesta posizione e vendendo 250 000 copie, ottenendo così il disco d'argento.

## Descrizione
The Laughing Gnome è una filastrocca in cui la combinazione di oboe e fagotto con i tipici strumenti rock accompagna Bowie nell'incontro con l'allegro gnomo del titolo e di suo fratello Fred. Le loro interiezioni sono costellate da giochi di parole costruiti sul termine "gnome" (metrognome, gnomads, rolling gnome etc...) mentre il ritornello è preso dallo standard jazz Little Brown Jug.
Il brano è stato citato da Roger Taylor dei Queen in No More Fun («From the Stairway to Heaven to The Laughing Gnome, it's a mighty long way down rock 'n' roll») presente nell'album del 1988 Electric Fire.

### Il lato B
Uno dei brani più eccentrici di questo periodo, The Gospel According to Tony Day è un lento blues che come il lato A mette in evidenza strumenti piuttosto insoliti per un brano pop e che descrive l'alienazione di diversi personaggi, probabilmente fittizi: Brendan O'Lear, Pat Hewitt, Marianne Brent, oltre al Tony Day del titolo. A differenza di brani precedenti come Can't Help Thinking About Me, I Dig Everything e I'm not Losing Sleep qui Bowie compare come osservatore piuttosto che come uno degli outsider

## Registrazione
Il 45 giri venne registrato negli studi londinesi della Decca tra il 26 gennaio e il 10 febbraio 1967 durante le sessioni dell'album David Bowie.
Le voci dei due gnomi furono opera dello stesso David e dell'ingegnere del suono Gus Dudgeon (che in seguito avrebbe prodotto il brano Space Oddity) sullo stile dei personaggi del cartone animato della BBC Pinky and Perky. «Siamo stati a tavolino per un tempo che mi sembrò infinito, cercando di venire a capo di quelle orribili barzellette», ricordava Dudgeon nel 1993, «non avevo il coraggio di mandare il nastro a velocità dimezzata, perché così facendo avrei ascoltato la mia vera voce. Ci siamo fatti un sacco di risate».
Nonostante qualche successivo dissidio dovuto a questioni economiche riguardanti Space Oddity, quando Dudgeon è rimasto ucciso in un incidente d'auto nel 2002 Bowie ha inviato fiori al suo funerale con la nota "Farewell to the Laughing Gnome".
Per l'incisione del lato B si aggiunsero Derek Fearnley al basso e ai cori e Bob Michaels all'organo Hammond.

## Uscita e accoglienza
Il singolo venne pubblicato il 14 aprile 1967 e come i precedenti fu un insuccesso in termini di vendite. Non si trattava in effetti di materiale molto sofisticato, anche se non del tutto fuoriluogo rispetto allo stravagante humour britannico del periodo. I giornalisti Roy Carr e Charles Shaar Murray hanno definito The Laughing Gnome «senza dubbio l'esempio più imbarazzante dei iuvenalia di Bowie», mentre il biografo David Buckley l'ha descritta come «una canzone per bambini estremamente orecchiabile» e «completamente stupida, anche se perversamente accattivante», paragonandola al materiale dei Pink Floyd di Syd Barrett.
Un anno dopo l'uscita del 45 giri, Bowie incluse la canzone nel repertorio di un one man show progettato per il circuito dei cabaret, eseguendola con l'aiuto di un burattino. Le audizioni per lo spettacolo non ebbero successo e il progetto venne abbandonato.

## The Laughing Gnomedal vivo
Nel 1990, quando fu annunciato che la scaletta per il Sound+Vision Tour sarebbe stata compilata in base alle richieste telefoniche dei fans, il New Musical Express lanciò una campagna chiamata "Just Say Gnome" (con tanto di t-shirt e altri gadget) invitando i lettori a tempestare il centralino di richieste per la canzone. «Avevo intenzione di inserire The Laughing Gnome», disse David a Melody Maker quando il tour stava per partire, «e stavo pensando a come arrangiarlo, magari nello stile dei Velvet o qualcosa del genere. Poi ho scoperto che la faccenda dei voti era stata una macchinazione perpetrata da un'altra rivista musicale. Allora il discorso si è chiuso. Non posso assecondare i capricci della stampa».
Nel 1999 cominciò a circolare la voce che il 12 marzo Bowie avrebbe eseguito il brano nel programma di varietà Comic Relief della BBC. In realtà l'inserto pre-registrato, presentato come Requiem For a Laughing Gnome, vedeva il cantante impegnato a emettere suoni incoerenti con un flauto dolce e a lanciare interiezioni prive di senso, mentre la BBC mandava messaggi in sovraimpressione promettendo di interrompere l'esibizione se gli ascoltatori avessero telefonato per protestare.
Nel novembre 2003, durante il Reality Tour la canzone è stata fino all'ultimo nella setlist del concerto di Glasgow ma alla fine è uscita dalla scaletta.

## Pubblicazioni successive
Sulla scia del successo di The Rise and Fall of Ziggy Stardust and the Spiders from Mars, il 45 giri fu rimesso in circolazione nel settembre 1973 in Europa, Stati Uniti e Australia. L'effetto della "Ziggymania" si fece effettivamente sentire dal momento che in patria raggiunse la 6ª posizione e rimase in classifica per dodici settimane, tanto che il 1 dicembre ricevette il disco d'argento dalla BPI. La versione tedesca e quella spagnola avevano come lato B, rispettivamente, Silly Boy Blue e Rubber Band.
Nel Regno Unito venne pubblicato di nuovo nel 1978, nel 1980 e nel 1982.
Entrambi i brani del singolo si trovano nelle seguenti raccolte:
- Images 1966-1967 (1973)
- Profile (1979)
- Another Face (1981)
- David Bowie: The Collection (1985)
- The Gospel According to David Bowie (1993)
- London Boy (1995)
- The Deram Anthology 1966-1968 (1997)

The Laughing Gnome è presente anche nella raccolta Starting Point (1977) e nella colonna sonora del video Love You Till Tuesday (1984).
Nel 2009 i due brani, originariamente in mono, sono stati remixati in stereo agli Abbey Road Studios e inclusi nel bonus disc della riedizione deluxe dell'album David Bowie, uscito l'anno successivo.

## Tracce
1. The Laughing Gnome (Bowie) - 3:01
2. The Gospel According to Tony Day (Bowie) - 2:48

## Formazione
- David Bowie - voce, chitarra
- Gus Dudgeon - voce
- Pete Hampshire - chitarra
- John Eager batteria
- Derek Boyes tastiere

## Cover
Il 7 luglio 1967 il cantante e presentatore radiofonico inglese Ronnie Hilton pubblicò una cover di The Laughing Gnome su 45 giri come lato B di If I Were a Rich Man. Altre cover, tutte presenti in album tributo, sono state eseguite da:
- i Living Room in Ashes to Ashes - A Tribute To David Bowie (1999)
- Buster Bloodvessel in Diamond Gods - Interpretations of Bowie (2001)
- Alan Jenkins in Ziggy Played Surf Guitar (2011)
- gli Accelorater in Tribute to David Bowie (2011)

Cover di The Gospel According to Tony Day sono state eseguite da Edwyn Collins in Starman - Rare and Exclusive Versions of 18 Classic Bowie Songs (2003), Colin Lloyd-Tucker in Cover Star & the Religious Experience (2009) e The Green Windows in Ziggy Played Surf Guitar (2011).